# Тауджихі
Тауджихі або Аль-Тауджихі (امتحان شهادة الدراسة الثانوية العامة) — іспит на атестат загальної середньої освіти в Йорданії та Палестині. Це останній етап шкільної освіти. Щоб скласти іспит, студенти повинні закінчити 2 роки дошкільної освіти, 10 років базової освіти та 2 роки середньої академічної або професійно-технічної освіти (рік Тауджихі). До іспиту входять предмети з арабської мови, англійської мови, математики, фізики, біології, хімії, інформатики, геології, цивільних наук та ісламських досліджень (крім християнських).
Лише ті, хто добре склав іспит, можуть подавати документи на вступ до університету. Наприклад, щоб бути прийнятим вивчати медицину, ви повинні пройти науковий напрям протягом останніх 2 років середньої освіти та отримати оцінку не нижче 85 градусів зі 100 на іспиті Тауджихі.

## Йорданський еквівалент Тауджихі
Іноземні програми середньої освіти, такі як GCE/IGCSE/GCSE, SATs і International Baccalaureate, вимагають еквівалентності Тауджихі, щоб студент міг пізніше працювати в Йорданії або здобути вищу освіту в Йорданії. Після закінчення навчання Міністерство вищої освіти перетворює оцінки цих іноземних освітніх програм на ті самі оцінки, що використовуються для оцінювання студентів Тауджихі. Однак навіть після трансформації еквівалентності випускникам, які не навчаються в Тавджіхі, не дозволяється конкурувати з випускниками Тавджіхі за місця в державних університетах. Для випускників, які не випускники школи Тавджихі, встановлена квота в 5 % місць.
Нижче наведено короткий виклад вимог Міністерства освіти для отримання еквівалентності йорданського Тауджихі.

### Еквівалентність GCE/IGCSE/GCSE
Загальні умови:
- Ви повинні надати Міністерству підтвердження того, що ви закінчили 12 років навчання.
- Ви повинні пройти шість предметів O-level та/або IGCSE/GCSE і два предмети A-level. Прохідні оцінки такі:
  - O-рівень/IGCSE/GCSE: A, B, C і D.
  - A-level/AS: A, B, C, D і E
- Для арабських студентів одним із восьми предметів має бути арабська мова на рівні O або A. Для еквівалентності приймаються такі арабські предмети:
  - Сучасна арабська.
  - Перша мова арабська.
  - Арабська 9164.

Міністерство освіти не прийматиме предмет арабська як друга мова з метою еквівалентності. Буде вважатися прийнятним, якщо учень був зарахований до англомовної середньої школи за межами Йорданії протягом більшої частини своїх навчальних років. Міністерство розглядатиме кожен випадок, щоб надати еквівалентність.
- Щоб отримати еквівалентність Science Stream Тауджихі, необхідно таке
  - шість предметів на іспитах рівня IGCSE або «O», включаючи:
    - два природничі предмети
    - один предмет арабська мова

  - два предмети на рівні A, включаючи:
    - Обов'язкова тема:
      - один повний курс із математики на рівні А, OR
      - 2 Математика АС, OR
      - А-рівень з фізики

    - Тема на вибір:
      - повний рівень А з будь-якої науки, OR
      - 2 АС у двох науках
- Літературний потік: щоб отримати еквівалентність Тауджихі, необхідно таке:
  - шість іспитів на рівень IGCSE або «O», включаючи:
    - один предмет із математики
    - один предмет за спеціальністю «Інформатика/Інформаційні технології».

  - два предмети на рівні A, включаючи:
    - Обов'язкова тема:
      - один повний рівень A повинен бути арабською

    - Тема на вибір:
      - Повний рівень A з будь-якого літературного предмета або
      - два АС у будь-яких двох літературних предметах або
      - один АС з літературного предмета й один АС з наукового предмета.
- На просунутому рівні інформатика вважається науковим предметом. На звичайному рівні інформатика та інформаційні технології вважаються науковими предметами.
- Скоординована наука: для цілей еквівалентності Тауджихі Міністерство освіти погодилося прирівняти координовану науку як два предмети.
- Рівні AS: Міністерство освіти погодилося, що два предмети AS еквівалентні одному рівню A для цілей еквівалентності Тауджихі. Щоб отримати еквівалентність для наукового предмета, два предмети AS повинні бути природничими предметами (тобто AS Біологія + AS Хімія). Якщо один AS є науковим предметом, а інший — літературним предметом (тобто AS Math. + AS Arabic), то це дорівнює одному рівню A до літературного потоку. Студент повинен уточнити в університеті, до якого він подає заяву, чи потрібен йому повний рівень A чи ні.
- Міністерство освіти розглядатиме один і той же предмет у двох рівнях як два окремих предмети (біологія рівня O та біологія рівня A).
- Кандидат може повторно складати іспит стільки разів, скільки йому потрібно для отримання еквівалентності.
- Студенти можуть вибрати додатковий повний A Level на додаток до інших обраних предметів, щоб підвищити свій загальний відсоток. Їхній відсоток збільшується залежно від того, скільки вони отримують (наприклад, A* підвищує ваш бал еквівалентності на 1 відсоток).

Остаточний відсоток балів розраховується таким чином: A* = 100 °C = 75
A = 95 D = 65
B = 85 E = 55
8 відсотків предметів (6GCSEs/IGCSEs, 2 A'level предмети) додаються, а потім загальна сума ділиться на 8.

### Еквівалент Міжнародного бакалавра
- Ви повинні надати Міністерству підтвердження того, що ви закінчили 12 років навчання.
- Треба скласти 6 предметів. Прохідні оцінки такі:
  - Предмети рівня стандарту: 3—7
  - Предмети вищого рівня: 4—7
- Арабські студенти не мають особливих вимог.
- Щоб отримати еквівалентність Science Stream Тауджихі, необхідно:
  - 2 мовні предмети у групі 1 або групі 2
  - 1 предмет у групі 3 або групі 6
  - 2 предмети 4 групи
  - 1 предмет із 5 групи
  - Принаймні 2 із цих предметів мають бути на вищому рівні
- Щоб отримати еквівалентність Literary Stream Тауджихі, необхідно:
  - 2 мовні предмети у групі 1 або групі 2
  - 2 тема у групі 3 або групі 6
  - 1 предмети 4 групи
  - 1 предмет із 5 групи
  - Принаймні 2 із цих предметів мають бути на вищому рівні

Для міжнародного бакалавра еквівалентність виглядає таким чином: кожен предмет розраховується окремо, потім вони підсумовуються та діляться на 6, потім додається 0,3 % за кожен бал, набраний за дипломною програмою.
- 7 отримує 98 %,
- 6 отримує 90 %,
- 5 отримує 80 %,
- 4 отримує 70 %,
- 3 отримує 60 %
- 2 отримує 50 %,

Майте на увазі, що 2 вважається невдалим, а 3 вважається невдалим, якщо він на вищому рівні.